# Rachid Mhamdi
Rachid Mhamdi (* 2. März 2000) ist ein marokkanischer Leichtathlet, der sich auf den Sprint spezialisiert hat.

## Sportliche Laufbahn
Erste internationale Erfahrungen sammelte Rachid Mhamdi im Jahr 2022, als er bei den Mittelmeerspielen in Oran mit 46,59 s in der ersten Runde im 400-Meter-Lauf ausschied und mit der marokkanischen 4-mal-400-Meter-Staffel in 3:07,04 min den sechsten Platz belegte. Anschließend kam er bei den Islamic Solidarity Games in Konya mit 46,43 s nicht über den Vorlauf über 400 Meter hinaus, gewann in der Mixed-Staffel in 3:20,29 min die Silbermedaille hinter dem Team aus Bahrain und mit der Männerstaffel siegte er in 3:03,76 min. Im Jahr darauf gewann er bei den Panarabischen Spielen in Algier mit der Staffel in 3:04,94 min die Silbermedaille hinter dem algerischen Team und anschließend gewann er bei den Spielen der Frankophonie in 46,26 s die Bronzemedaille über 400 Meter hinter dem Senegalesen Cheikh Tidiane Diouf und seinem Landsmann Hamza Dair. Zudem siegte er mit der Staffel in 3:03,44 min. 2024 schied er bei den Afrikaspielen in Accra mit 46,84 s im Halbfinale über 400 Meter aus.
2022 wurde Mhamdi marokkanischer Meister im 400-Meter-Lauf.

## Persönliche Bestleistungen
- 200 Meter: 21,38 s (+2,0 m/s), 6. Juni 2021 in Rabat
- 400 Meter: 46,26 s, 1. August 2023 in Kinshasa